# 奇尼塞利馬戲團

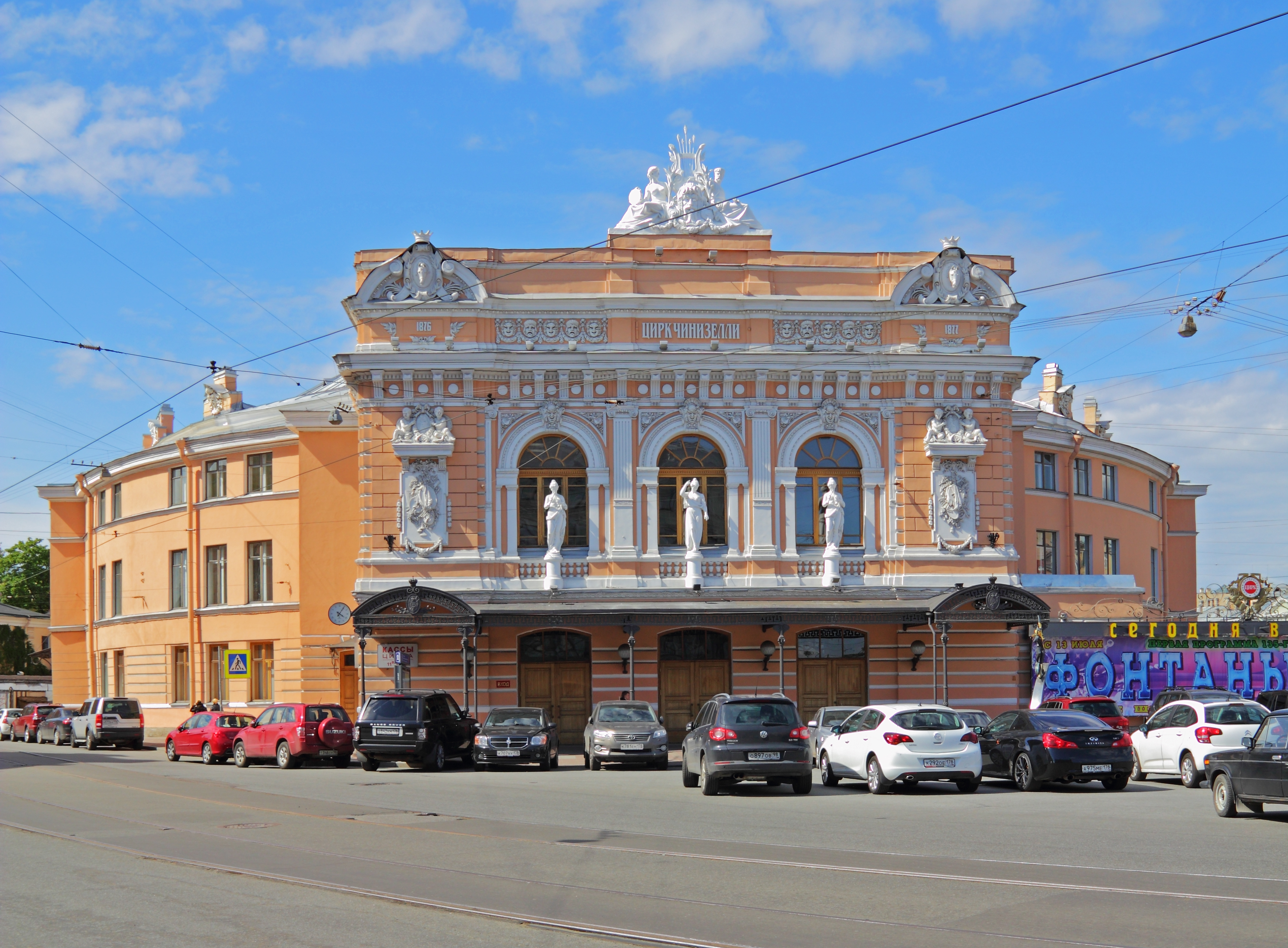
奇尼塞利馬戲團

奇尼塞利馬戲團（俄语：Цирк Чинизелли）是俄羅斯的第一個在磚石建築內表演的馬戲團，位於聖彼得堡。馬戲團的建築開幕於1877年12月26日，建築內還有世界首個馬戲團博物館。

## 外部連結
- （俄文） Entry in the online St Petersburg Encyclopedia

59°56′19″N 30°20′28″E / 59.938569°N 30.34117°E